# Les Yeux ouverts (Marguerite Yourcenar)
Pour les articles homonymes, voir Les Yeux ouverts.
Les Yeux ouverts est un essai constitué d'un ensemble d'interviews de Matthieu Galey sur la vie et l'œuvre de Marguerite Yourcenar paru en janvier 1980 aux éditions Le Centurion. Le titre se réfère à la dernière phrase des Mémoires d'Hadrien : « Tâchons d'entrer dans la mort les yeux ouverts ».

## Résumé
Marguerite Yourcenar parle de son enfance, de ses premières publications, de sa place à l'Académie royale de Belgique et à l'Académie française en 1980, et de sa retraite aux États-Unis.